# زنكات الصوديوم
 زنكات صوديوم  أو خارصينات الصوديوم (بالإنجليزية: Sodium zincate)‏ مركب كيميائي له الصيغة Na2Zn(OH)4، وهو ملح معقد للصوديوم.

## الخواص
يحوي محلول زنكات الصوديوم عادة على مزيج من مركبات الزنك الأكسجينية، ولا يحوي على مركب واحد بعينه، توجد منها فئتين عامتين، هيدروكسي زنكات حيث تمثل Na2Zn(OH)4 أبسط صيغة لها، ويوجد أيضاً أوكسو زنكات، والتي تشكل أكاسيد معقدة لها الصيغ التالية: Na2ZnO2، Na2Zn2O3،, Na10Zn4O9.

## التحضير
يحضر مركب زنكات الصوديوم من أثر هيدروكسيد الصوديوم على فلز الزنك أو على أكسيده أو على هيدروكسيد الزنك.
Zn + 2 NaOH → Na2ZnO2 + H2

## الاستخدامات
- من إحدى التطبيقات له ترسيب فلز الزنك من الكهرليتات الموجودة في أحواض معالجة الفولاذ المغلفن والتي من بينها زنكات الصوديوم وهيدروكسيد الصوديوم.[6]